# 22 Eridani
22 Eridani, eller FY Eridani, är en roterande variabel av Alfa2 Canum Venaticorum-typ (ACV) i stjärnbilden Eridanus. 
Stjärnan varierar mellan fotografisk magnitud +5,47 och 5,51 med en period av 3,9474 dygn. Den befinner sig på ett avstånd av ungefär 495 ljusår.